# حرف ثلاثي الوريقات
الحُرْف الثلاثي الوريقات نوع نباتي يتبع جنس الحُرْف من الفصيلة الصليبية.